# Алтамонт (Њујорк)
Алтамонт (енгл. Altamont) град је у америчкој савезној држави Њујорк.

## Демографија
По попису из 2010. године број становника је 1.720, што је 17 (-1,0%) становника мање него 2000. године.
| Група             | 2000.         | 2010.         |
| Белци             | 1.683 (96,9%) | 1.637 (95,2%) |
| Афроамериканци    | 19 (1,1%)     | 12 (0,7%)     |
| Азијати           | 2 (0,1%)      | 22 (1,3%)     |
| Хиспаноамериканци | 18 (1,0%)     | 38 (2,2%)     |
| Укупно            | 1.737         | 1.720         |